# إبراهيم المحلاوي
إبراهيم المحلاوي (مواليد 10 نوفمبر 1988) هو كاتب مصري. اشتهر برواية «دراغونوف» التي قررت شركة ذا بروديسر إنتاجها كفيلم سينمائي. كما ترجمت روايته «الحزن يناسب إبرا» إلى اللغة الإنجليزية.

## تعليمه
حصل على بكالوريوس جراحة الفم والأسنان من كلية طب الأسنان بجامعة طنطا عام 2011.

## مؤلفاته
- «الحزن يناسب إبرا»، 2011[6]
- «كل الطرق تدل علي يوسف»، 2012[7]
- • «قبل الاحتضار بقليل»، 2012[8]
- «دراغونوف»، 2015[9]
- «هاتور»، 2017[10]

## جوائز
- مسابقة مكتبة الإسكندرية للقصة، عن المجموعة القصصية «قبل الاحتضار بقليل»، 2012[4]
- مسابقة المتكأ الثقافي، عن القصة القصيرة جدًا «وقت آخر»، 2013